# Loch Ossian
Loch Ossian is een loch in de Schotse Hooglanden, enkele honderden meter ten oosten van Station Corrour op de West Highland Line. Het loch ligt in de noordoostelijke hoek van Rannoch Moor.
Het loch, ongeveer 3 km lang, is niet te bereiken via de weg. Er loopt een breed wandelpad rond het loch en aan zijn westelijke oever ligt het Loch Ossian youth hostel. Aan de noordzijde ligt Beinn na Lap, een munro die 935 m hoog is. Aan de oostelijke zijde van het meer ligt een lodge, waar meestal jagers een onderkomen vinden.

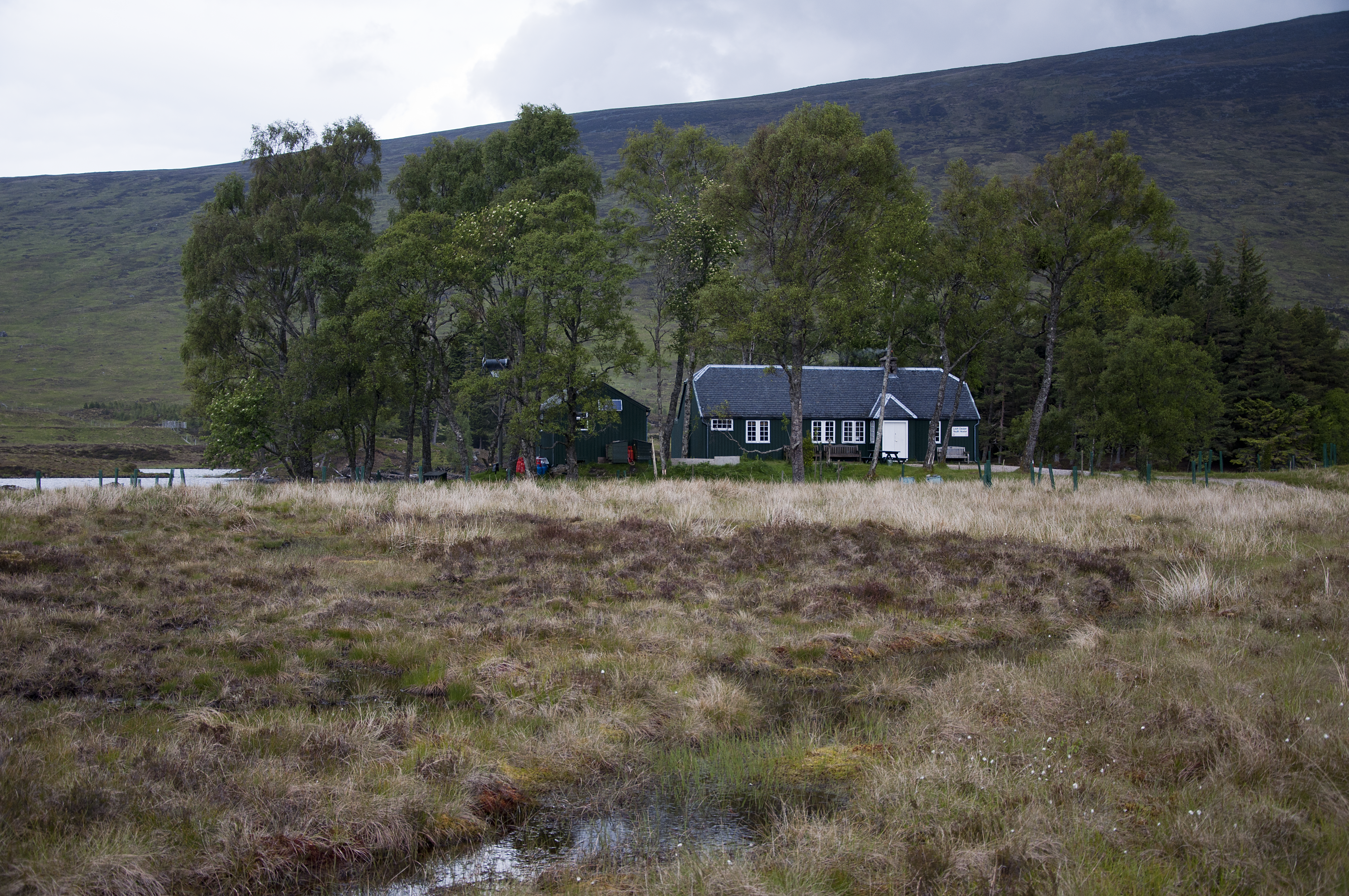
Loch Ossian youth hostel